# Podmíněnost matice
Podmíněnost matice nebo též číslo podmíněnosti matice, je číslo, které kvalitativně charakterizuje danou matici a do značné míry determinuje chování (zejména přesnost) řady numerických maticových algoritmů.

## Čtvercová regulární matice
Nechť {\displaystyle A\in \mathbb {R} ^{n\times n}} je čtvercová regulární matice, pak číslo
{\displaystyle \kappa _{p}(A)=\|A\|_{p}\|A^{-1}\|_{p},}
kde {\displaystyle \|\cdot \|_{p}} značí libovolnou maticovou normu, nazveme podmíněností matice {\displaystyle A} vzhledem k této normě (v praxi se nejčastěji používá {\displaystyle \|\cdot \|_{2}} spektrální a {\displaystyle \|\cdot \|_{F}} Frobeniova norma).
Uvažujme podmíněnost indukovanou spektrální normou. Je-li matice {\displaystyle A} symetrická pozitivně definitní (tj. normální matice s kladnými vlastními čísly), pak
{\displaystyle \kappa _{2}(A)={\frac {\lambda _{\max }(A)}{\lambda _{\min }(A)}},}
kde podíl vpravo je podíl největšího a nejmenšího vlastního čísla matice {\displaystyle A}.
Je-li regulární matice {\displaystyle A} normální (tedy {\displaystyle A^{T}A=AA^{T}}), pak
{\displaystyle \kappa _{2}(A)={\frac {\max\{|\lambda |;\lambda \in \mathrm {sp} (A)\}}{\min\{|\lambda |;\lambda \in \mathrm {sp} (A)\}}},}
kde {\displaystyle \mathrm {sp} (A)} je spektrum matice {\displaystyle A}; podmíněnost je tedy podíl v absolutní hodnotě největšího a v absolutní hodnotě nejmenšího vlastního čísla matice {\displaystyle A}.
Pro obecnou čtvercovou regulární matici {\displaystyle A} je podmíněnost
{\displaystyle \kappa _{2}(A)={\frac {\sigma _{1}}{\sigma _{n}}}={\frac {\sigma _{\max }(A)}{\sigma _{\min }(A)}},}
dána podílem největšího a nejmenšího singulárního čísla matice {\displaystyle A} (singulární čísla normálních matic jsou absolutní hodnoty vlastních čísel).
Zřejmě obecně platí
{\displaystyle \kappa _{2}(A)=\kappa _{2}(A^{T})=\kappa _{2}(A^{-1})=\kappa _{2}(\alpha A),\qquad \kappa _{2}(AA^{T})=\kappa _{2}(A^{T}A)=\kappa _{2}(AA)=\kappa _{2}^{2}(A).}

### Příklady

#### Ortogonální matice
Je-li matice {\displaystyle A} ortogonální, pak zřejmě {\displaystyle \kappa _{2}(A)=1}. Obecně platí
{\displaystyle A^{T}A=AA^{T}=\alpha ^{2}I_{n}\qquad \Longleftrightarrow \qquad \kappa _{2}(A)=1,}
kde {\displaystyle \alpha \neq 0}.

#### Vzdálenost od nejbližší singulární matice
Je-li matice {\displaystyle A} regulární, a matice {\displaystyle E} je nějaká její perturbace tak, že
{\displaystyle {\frac {\|E\|_{2}}{\|A\|_{2}}}<{\frac {1}{\kappa _{2}(A)}}}
pak je i matice {\displaystyle A+E} regulární. Důkaz jen naznačíme. Podmínku
{\displaystyle {\frac {\|E\|}{\|A\|}}<{\frac {1}{\kappa (A)}}={\frac {1}{\|A\|\|A^{-1}\|}}}
lze zapsat ve tvaru {\displaystyle \|A^{-1}\|\|E\|<1}. Místo tvrzení původního lze snadno dokázat tvrzení opačné: je-li {\displaystyle A+E} singulární, pak {\displaystyle \|A^{-1}\|\|E\|\geq 1}. Nechť tedy existuje {\displaystyle v\neq 0} tak, že {\displaystyle (A+E)v=0}, tedy {\displaystyle v=-A^{-1}Ev}, pak
{\displaystyle \|v\|=\|A^{-1}Ev\|\leq \|A^{-1}\|\|E\|\|v\|.}
Protože {\displaystyle \|v\|\neq 0} můžeme nerovnost dělit {\displaystyle \|v\|} a dostáváme shora uvedené tvrzení. (Všimněme si, že důkaz a tedy i tvrzení platí pro libovolnou multiplikativní maticovou normu a jí indukovanou podmíněnost, nejen pro normu spektrální.)
Podmíněnost (respektive její převrácená hodnota) tedy vyjadřuje vzdálenost od nejbližší singulární matice.

#### Podmíněnost versus determinant
Pro rozlišení singulárních a regulárních matic se často používá determinantu matice. Velkou nevýhodou determinantu, ve srovnání s číslem podmíněnosti, je fakt, že je-li determinant nenulový ale velmi blízký nule, o vzdálenosti dané matice od nejbližší matice singulární to nic nevypovídá. V praktických výpočtech je tudíž determinant naprosto nepoužitelný. Uvažujme pro příklad skalární násobek jednotkové (tedy ortogonální a bezesporu regulární) matice
{\displaystyle A=\alpha I_{n}\in \mathbb {R} ^{n\times n},\qquad \alpha =10^{-1},\;n=1000,}
pak
{\displaystyle \det(A)=\alpha ^{n}=10^{-1000},\qquad \kappa _{2}(A)={\frac {\alpha }{\alpha }}=1.}
V běžně používané konečné aritmetice s plovoucí řádovou čárkou (double, {\displaystyle \epsilon _{M}\approx 2.22\times 10^{-16}}) je determinant této matice nulový.

#### Podmíněnost singulární matice jako limita
Nechť {\displaystyle A(t)} je matice jejíž koeficienty spojitě závisí na parametru {\displaystyle t} a nechť všechna singulární čísla matice {\displaystyle A(t)} jsou jednoduchá pro všechna {\displaystyle t} (pak jsou též spojitými funkcemi parametru {\displaystyle t}). Nechť je matice {\displaystyle A(t)} regulární všude v nějakém okolí bodu {\displaystyle t=t_{0}} a zároveň {\displaystyle A(t_{0})} je singulární. Pak
{\displaystyle \lim _{t\rightarrow t_{0}}\kappa _{2}(A(t))=+\infty .}

## Obdélníková matice
Uvažujme obdélníkovou matici {\displaystyle A\in \mathbb {R} ^{m\times n}}, která má plnou hodnost, tedy {\displaystyle \mathrm {rank} (A)=r\equiv \min\{m,n\}}. Podmíněnost je pak opět dána podílem největšího a nejmenšího singulárního čísla
{\displaystyle \kappa _{2}(A)={\frac {\sigma _{1}}{\sigma _{r}}}={\frac {\sigma _{\max }(A)}{\sigma _{\min }(A)}}=\|A\|_{2}\|A^{\dagger }\|_{2},}
kde {\displaystyle A^{\dagger }} je Mooreova–Penroseova pseudoinverze matice {\displaystyle A}.
Podmíněnost obecné matice lze analogicky definovat pomocí součinu normy matice a normy její Mooreovy–Penroseovy pseudoinverze, tedy jako podíl největšího a nejmenšího nenulového singulárního čísla. Takto definovaná podmíněnost je vždy konečné číslo, a je tedy různá od podmíněnosti shora uvedené čtvercové singulární matice, která byla zavedena limitním přechodem. V numerické analýze se ovšem velmi často vyskytují matice regulární, nebo alespoň plné hodnosti. Konečná podmíněnost zcela obecné matice je potřeba řidčeji.